# Gerrit Berveling

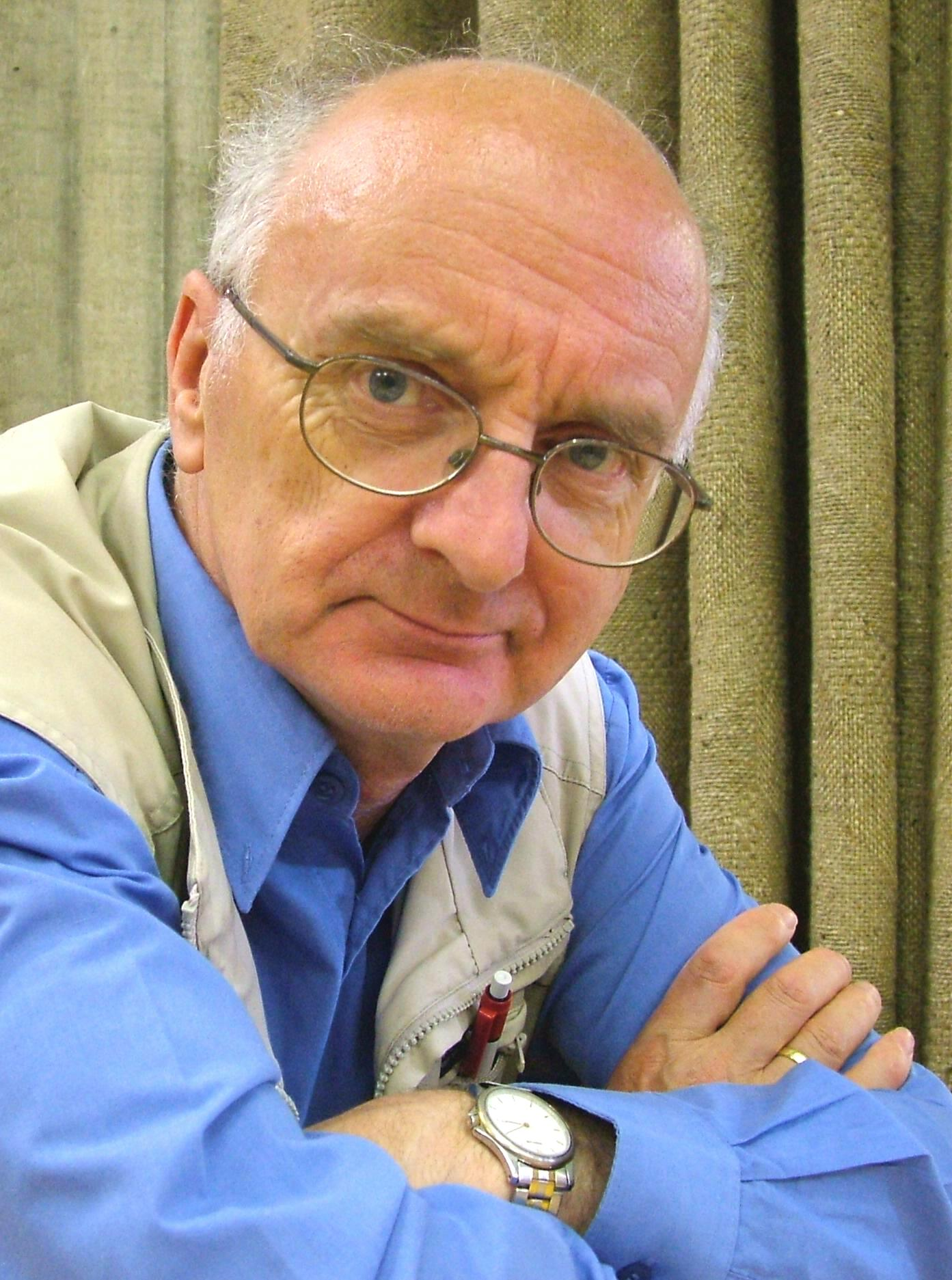
Gerrit Berveling im Jahre 2007 in Antwerpen.

Gerrit Berveling (* 1. April 1944 in Vlaardingen) ist ein niederländischer Esperantist und Redakteur der Rubrik Geistiges Leben in der Zeitschrift Monato (seit 1992) sowie der Literaturfachzeitschrift Fonto. Er ist Mitglied der Akademio de Esperanto und seit 2009 Vorsitzender von Esperanto Nederland.

## Leben
Als 13-Jähriger verließ er sein Elternhaus mit dem Wunsch, römisch-katholischer Priester zu werden. Im Seminar erhielt er gymnasiale Erziehung und las in der 5. Klasse die ganze Bibel in einem durch. Dies veränderte sein Leben: er verließ Seminar und Kirche und wurde Gymnasiallehrer für Latein, Altgriechisch und Italienisch, als solcher arbeitete er 14 Jahre. Seine theologische Heimat fand er schließlich in der freikirchlichen Gemeinschaft der Remonstranten; dort studierte er Theologie und wurde für 14 Jahre Pastor. Von 1998 bis zu seiner Pensionierung 2011 ging er wieder in den Schuldienst. Er verfasste Literatur vieler verschiedener Genres (Poesie, Prosa, Essay) und übersetzte Werke aus anderen Sprachen. Während Esperanto-Zusammenkünften ist er oft als Prediger anzutreffen.
Er beschäftigte sich intensiv mit biblischen Texten, betrachtet selbige aber nicht als Wort Gottes: denn einige Autoren der biblischen Bücher „korrigierten“ Vorhergehendes und die verschiedenen Konfessionen machten bisweilen ihre eigene Bibel aus verschiedenen Büchern in unterschiedlicher Anordnung.
Während des Esperanto-Weltkongresses von 2013 in Reykjavík wurde er in Anerkennung seiner Übersetzungsverdienste bezüglich Esperanto-Literatur ausgezeichnet mit dem Diplomo pri Elstara Arta Agado de UEA. Für sein Übersetzungswerk Antologio Latina erhielt er im Jahre 2003 den OSIEK-Preis.

## Veröffentlichungen

### Übersetzungen in Esperanto

#### Aus dem Lateinischen
- Antologio latina 1 + 2. Fonto, Chapecó 1998 (Serio Oriento-Okcidento; 30), beide Bände zusammen: 576 Seiten
- Antologio Latina 3, Julia-Klaŭdia Dinastio, ĉ 10 – ĉ 75 p.Kr. Fonto, Chapecó 2009, 217 S.
- Antologio Latina 4, La Arĝenta Latina, ĉ 75 - ĉ 200 p.Kr. Fonto, Chapecó 2012, 331 S.
- Antologio Latina 5, Frua Kristanismo, ĉ 200 - ĉ 350 p.Kr. Fonto, Chapecó 2014, 347 S.
- Gaius Valerius Catullus (Katulo): Amo malamo. VoKo, Breda 1991. 24 p. (VoKo-numeroj; 10)
- Marcus Tullius Cicero: La sonĝo de Skipiono (Marko Tulio Cicerono). Trad. el la latina de Hjalmar Johannes Runeberg kaj de Gerrit Berveling. VoKo, Breda 1994. 24 S. (Voko-numeroj; 17)
- Cipriano: La Unueco de la Katolika Eklezio. VoKo, Zwolle 2006. 44 S. (Voĉoj Kristanaj; 25)
- El tiom da jarcentoj: malgranda antologio de latina poezio. VoKo, Breda 1994. 48 S. (VoKo-numeroj; 16)
- Desiderius Erasmus: Laŭdo de l' Stulteco (Erasmo de Roterdamo. El la latina trad. Gerrit Berveling. Ilustr. de Hans Holbein la Juna. Antaŭparolo: Humphrey Tonkin. Enkonduko: Albert Goodheir). Universala Esperanto-Asocio, Rotterdam 1988. 111 S. (Serio Oriento - Okcidento; 24)
- Desiderius Erasmus: Antaŭparoloj al la Nova Testamento. VoKo, Zwolle 2011. 88 S. (Voĉoj Kristanaj)
- Quintus Horatius Flaccus: Romaj odoj. (Kvinto Horacio Flako. Trad. el la latina Gerrit Berveling). VoKo, Breda 1991. 24 S. (VoKo-numeroj; 9)
- Jan Hus: Defendo de la libro pri la triunuo. (Johano Hus. Trad. el la latina Gerrit Berveling). VoKo, Breda 1989. 18 S. (Vo^coj kristanaj; 18)
- Marcus Valerius Martialis: Da mav' estos neniam sat! (Marko Valerio Marcialo. Trad. el la latina de Gerrit Berveling). VoKo, Breda 1991. 20 S. (Voko-numeroj; 14)
- La pasiono de Perpetua kaj Feliĉita. (trad. el la latina Gerrit Berveling). VoKo, Breda 1996. 28 S. (Voĉoj kristanaj; 24)
- Giovanni Pico della Mirandola: Parolado pri la Homa Digno. Fonto, Chapecó 2010, 57 S.
- Gaius Sallustius Crispus: La konspiro de Katilino. (Kajo Salustio Krispo). Fonto, Chapecó 1995. 71 S.
- Lucius Annaeus Seneca <Philosophus>: La apokolokintozo de l' Dia Klaŭdo. (Seneko. Trad. el la latina Gerrit Berveling). VoKo, Breda 1990. 24 S. (Voko-numeroj; 7)
- Lucius Annaeus Seneca: Konsolo al sia patrino Helvia. (Seneko. Trad. el la latina Gerrit Berveling). VoKo, Breda 1990. 32 S. (Voko-numeroj; 8)
- Lucius Annaeus Seneca: Oktavia. (teatraĵo atribuita al Seneca. El la latina trad. Gerrit Berveling). Flandra Esperanto-Ligo, Antwerpen 1989. 60 S. (Serio "Stafeto"; 9)
- Quintus Septimus Florens Tertullianus: Apologio. (Enkonduko, trad. kaj komentaro de Gerrit Berveling). Berveling, Vlaardingen 2a eld. 1982. 116 S. (Voĉoj kristanaj; 2)
- Quintus Septimus Florens Tertullianus: Kuraĝigo por la martiroj. (Tertuliano. Trad. de Gerrit Berveling). 2. preso, VoKo, Vlaardingen 1986. 12 S. (Voĉoj kristanaj; 12)
- Albius Tibullus: Elegioj. (Tibulo. Trad. Gerrit Berveling). VoKo, Breda 1998. 76 S. (Voko-numeroj; 18)

#### Aus dem Holländischen
- Freya Berveling: Elekto de la poemoj de Freya, okaze de ŝia nupto al Wouter van Dam, 7 septembro 1992. VoKo, Breda 1992. 82 S. (Voko-numeroj; 15)
- Simon Carmiggelt: Morgaŭ denove ni vidu. FEL, Antverpeno 2002, 128 S.
- Louis Couperus: Fatalo (VoKo-serio, nr 24), Zwolle 2008, 137 S.
- Louis Couperus: Pri vagabondoj kaj friponoj, pri damoj kaj kavaliroj. UEA, Rotterdam 2008, 183 S.
- Stephan Lang: La Talpoĉasisto. FEL, Antverpeno 2008, 128 S.
- Stephan Lang: La Transilvania Nupto. VoKo, Zwolle 2010, 159 S.
- Harry Mulisch: Du virinoj. 14. Auflage, Fonto, Chapecó 1992. 140 S.
- La Remonstranta Frataro: informilo pri liberala eklezio nederlanda el la nederlanda trad. Gerrit Berveling. VoKo, Breda 1990. 20 S. (Voĉoj kristanaj; 19)
- Hans Warren: Ŝtono de helpo. (trad. Gerrit Berveling). Esperanto Kultura Servo, 's-Gravenhage 1989. 72 S.
- G. M. W. R. de Wert: Interveno ĉe la generado - etika vidpunkto. (El la nederlanda trad. Gerrit Berveling). VoKo, Breda 1990. 28 S. (Voĉoj kristanaj; 20)
- Sinkonservo (Artikelsammlung über Atomwaffen und Christentum; verschiedene Autoren, hrsg. von Innerkirchlichen Friedensrat. Übersetzt unter der Redaktion von Gerrit Berveling).

#### Aus dem Hebräischen
- Nombroj (el la hebrea trad. Gerrit Berveling.) Fonto, Chapecó 1999. 105 S.

#### Aus dem Griechischen
- La duakanonaj libroj. (el la helena trad. Gerrit Berveling. Ilustr. de Gustave Doré). Fonto, Chapecó 2001, du volumoj: 263 + 261 S.
- Flanke je Jesuo; la Nova Testamento, volumo 3. Agoj, Al la Hebreoj, Leteroj de Jakobo, Petro, Johano kaj Judaso, Apokalipso. VoKo, Zwolle 2010, 244 S.
- Herakleitos: La fragmentoj. (Heraklito. El la helena trad. Gerrit Berveling). VoKo, Breda 1990. 32 S. (VoKo-numeroj; 6)
- Apostel Jakobus: La Praevangelio laŭ Jakobo. (el la greka trad. Gerrit Berveling). VoKo, Breda 1990. 16 S. (Voĉoj kristanaj; 21)
- Evangelist Johannes: La bona mesaĝo de Jesuo laŭ Johano. (el la helena originalo), Fonto, Chapecó 1992. 92 S. (Fonto-kajeroj; 9)
- Lukianos: Lukio aŭ azeno. (Lukiano. Trad. Gerrit Berveling). VoKo, Vlaardingen 1988. 40 S. (Vlardingenaj kajeroj; 4)
- Lukianos: Veraj Rakontoj. (Lukiano. Trad. Gerrit Berveling). VoKo, Zwolle 2006. 58 S. (VoKo-numeroj; 22)
- Evangelist Lukas: La bona mesaĝo de Jesuo laŭ Luko. (el la helena trad. Gerrit Berveling). Fonto, Chapecó 1992. 90 S. (Fonto-kajeroj; 8)
- Evangelist Markus: La bona mesaĝo de Jesuo laŭ Marko. (el la helena originalo trad. Gerrit Berveling). Fonto, Chapecó 1992. 64 S. (Fonto-kajeroj; 6)
- Evangelist Matthäus: La bona mesaĝo de Jesuo laŭ Mateo. (el la helena trad. Gerrit Berveling). Fonto, Chapecó 1992. 84 S. (Fonto-kajeroj; 7)
- Apostel Paulus: La leteroj de Paŭlo kaj lia skolo. (el la helena trad. Gerrit Berveling). Fonto, Chapecó 2004. 255 S.

#### Aus verschiedenen Sprachen
- Maria Magdalena: La evangelio laŭ Maria Magdalena. (prezento far Gerrit Berveling). VoKo, Vlaardingen 1985. 12 S. (Voĉoj kristanaj; 8)
- Apostel Thomas: La Evangelio kopta laŭ Tomaso. (trad. Gerrit Berveling). 2. korektita eld. VoKo, Breda 1994. 16 S. (Voĉoj kristanaj; 22)
- La duakanonaj libroj, volumo 3 / La libroj el la Greka kaj la Rusa Ortodoksio (el la helena kaj el la latina trad. Gerrit Berveling). VoKo, Zwolle 2008. 233 S.

### Übersetzung ins Holländische aus dem Tschechischen mithilfe von Esperanto
- Luisteren naar de ziel (Ekaŭdi la animon), de Věra Ludíková

### Eigene Werke (Esperanto)
- Ajnasemajne; skizoj el la vivo de Remonstranta pastoro. Eld. Fonto, Chapecó 2006. 95 S.
- Ĉu ekzistas specifa Esperanto-kulturo? In: Esperanto kaj kulturo - sociaj kaj lingvaj aspektoj: aktoj de la 19-a Esperantologia konferenco en la 81-a Universala Kongreso de Esperanto, Prago 1996. S. 29–32
- De duopo al kvaropo. VoKo, Breda 1995. 80 S. (Voko-numeroj; 20)
- Eroj el mia persona vivo. In: Benczik, Vilmos (Hrsg.): Lingva arto: jubilea libro oma^ge al William Auld kaj Marjorie Boulton. S. 20–24
- Esperanto-literatuur van de laatste 25 jaar: enkele kanttekeningen. Vereniging "Esperanto Nederland", AfdelingDen Haag, 's-Gravenhage 1994. 28 S.
- Fadenoj de l' amo (Antauparolo: Aldo de' Giorgi). Eld. Fonto, Chapecó 1998. 104 S. (Fonto-serio; 37)
- Kanto pri Minotauro: kaj aliaj poemoj. Flandra Esperanto-Ligo, Antwerpen 1993. 135 S. (Serio "Stafeto"; 17)
- Kie oni trovas tion en la Korano? VoKo, Vlaardingen 1986. 32 S. (Serio "Voĉoj Kristanaj"; 11)
- Kio fakte estis nova en la Renesanco? In: IKU Internacia Kongresa Universitato, 59a sesio, Florenco, Italio, 29 julio - 5 aŭgusto 2006. Eld. UEA
- Mia pado: tekstoj el 25 jaroj. Eld. Fonto, Chapecó 1997. 308 S. (Fonto-serio; 35)
- Odoj & aliaj poemoj. Zwolle 2009. 51 S. (VoKo-serio nr 23)
- La morto de Jesuo kaj kio poste? In: La evangelio lau Petro / Petro <apostolo>, S. 8
- Streĉitaj koroj. VoKo, Breda 1995. 80 S. (Voko-numeroj; 21)
- Tradukado de bibliaj tekstoj, specife en Esperanto. Kelkaj personaj spertoj; Bibelübersetzung, insbesondere im Esperanto. Einige persönliche Erfahrungen <resumo>; Biblical translation, especially in Esperanto: Some personal experiences <resumo>. In: Sabine Fiedler (Hrsg.): Studoj pri interlingvistiko: festlibro omaĝe al la 60-jariĝo de Detlev Blanke. S. 455 – 466
- Tri 'stas tro (poemciklo). VoKo, Vlaardingen 1987. 44 S. (Vlardingenaj kajeroj; 2); dua eldono ĉe Fonto, 1988.
- Trifolio (versaĵoj trilingve). VoKo, Vlaardingen 1988. 48 S. (Vlardingenaj kajeroj; 5)
- La unuaj 25 jaroj en mia memoro. VoKo, Breda 1994. 80 S. (Voko-numeroj; 19)
- Vojaĝimpresoj el Siberio kaj Japanio. Eld. Fonto, Chapecó 2008. 143 S.
- Kiu Ĉi Mi? VoKo-serio n-ro 29, Rijswijk, 204 S.

### Weitere Werke
- Beiträge im 3. Band von Beletra Almanako (Literaturzeitschrift in Buchform)